# Associazione Calcio Brescia 1962-1963
Questa pagina raccoglie i dati riguardanti l'Associazione Calcio Brescia nelle competizioni ufficiali della stagione 1962-1963.

## Stagione
Nella stagione 1962-1963 il Brescia disputa il campionato di Serie B, un torneo a 20 squadre che prevedeva tre promozioni e tre retrocessioni, piazzandosi al quarto posto in classifica, dietro alle promosse Messina primo con 50 punti, Bari e Lazio seconde con 48 punti. Retrocederanno il Como con 31 punti, la Sambenedettese con 30 punti e la Lucchese con 21 punti.
In casa Brescia si riparte con Cina Luigi Bonizzoni sulla panchina. Lasciano Brescia Umberto Ratti, Franco Carradori, Giuseppe Gallo e Albino Cella, arrivano a Brescia le due ali Gennaro Rambone dal Catanzaro e Abbondanzio Pagani dalla Pro Patria, ritorna dall'Atalanta la mezzala Mino Favini, dalla Cremonese arriva il giovane stopper Giancarlo Vasini. Ci sono le premesse per una stagione di vertice. Le Rondinelle partono con due vittorie e poi continuano a lottare per le prime posizioni, chiudendo il girone di andata al secondo posto con 24 punti, dietro solo al Messina. Un calo nel girone di ritorno tarpò le ali delle Rondinelle, che si dovettero accontentare del quarto posto, dietro alle tre promosse. Sugli scudi due attaccanti bresciani Abbondanzio Pagani con 12 reti e Gigi De Paoli con 11 reti. Il 12 maggio Catanzaro-Brescia (0-0) venne posta sotto la lente della giustizia sportiva per sospetta combine. La Commissione Giudicante della Lega condannò il Brescia alla Serie C, suscitando la veemente reazione della società che ricorse alla CAF. La Commissione d'Appelo Federale, con sentenza dell'8 agosto 1963 ridusse la pena a sette punti di penalizzazione da scontare nel successivo campionato di Serie B.
Nella Coppa Italia le Rondinelle vengono eliminate al primo turno dalla Juventus.

## Rosa
| N. |                   | Ruolo | Calciatore            |
| -- | ----------------- | ----- | --------------------- |
|    | Italia (bandiera) | P     | Luigi Brotto          |
|    | Italia (bandiera) | P     | Giuseppe Moschioni    |
|    | Italia (bandiera) | D     | Giovanni Azzini       |
|    | Italia (bandiera) | D     | Giorgio Dellagiovanna |
|    | Italia (bandiera) | D     | Romano Di Bari        |
|    | Italia (bandiera) | D     | Alberto Fumagalli     |
|    | Italia (bandiera) | D     | Ferdinando Mangili    |
|    | Italia (bandiera) | D     | Eugenio Rizzolini     |
|    | Italia (bandiera) | D     | Giancarlo Vasini      |
|    | Italia (bandiera) | C     | Ottavio Bianchi       |

| N. |                   | Ruolo | Calciatore         |
| -- | ----------------- | ----- | ------------------ |
|    | Italia (bandiera) | C     | Armando Favalli    |
|    | Italia (bandiera) | C     | Fermo Favini       |
|    | Italia (bandiera) | C     | Severino Lojodice  |
|    | Italia (bandiera) | C     | Gennaro Rambone    |
|    | Italia (bandiera) | C     | Giuseppe Recagno   |
|    | Italia (bandiera) | C     | Faustino Turra     |
|    | Italia (bandiera) | A     | Camillo Baffi      |
|    | Italia (bandiera) | A     | Virginio De Paoli  |
|    | Italia (bandiera) | A     | Renato Mola        |
|    | Italia (bandiera) | A     | Abbondanzio Pagani |

## Risultati

### Serie B

#### Girone di andata
| Arbitro: | Acernese (Roma) |

|                        |           |              |
| Pagani 20’ Recagno 24’ | Marcatori | 85’ Ghiadoni |

| Arbitro: | Politano (Cuneo) |

|              |           |                              |
| Catalano 74’ | Marcatori | 15’ Pagani 85’, 90’ De Paoli |

| Arbitro: | Cataldo (Reggio Calabria) |

|            |           |  |
| Nocera 15’ | Marcatori |  |

| Arbitro: | Politano (Cuneo) |

|             |           |             |
| De Paoli 9’ | Marcatori | 69’ Ciccolo |

| Arbitro: | Varazzani (Parma) |

|                                |           |  |
| Savioni 35’ Di Bari 75’ (aut.) | Marcatori |  |

| Arbitro: | Rancher (Roma) |

|                          |           |               |
| Bassi 3’ (aut.) Turra 6’ | Marcatori | 30’ Gambarini |

| Arbitro: | D'Agostini (Roma) |

|          |           |           |
| Neri 61’ | Marcatori | 39’ Turra |

| Arbitro: | Carminati (Milano) |

|                                                       |           |                 |
| Pagani 20’, 55’ Della Giovanna 52’ Rambone 75’ (rig.) | Marcatori | 70’ De Bernardi |

| Roma 11 novembre 1962 9ª giornata | Lazio            | 0 – 0 | Brescia | Stadio Olimpico\| Arbitro: \| Samani (Trieste) \| |
| Arbitro:                          | Samani (Trieste) |       |         |                                                   |

| Arbitro: | Ferrari (Milano) |

|                          |           |  |
| Favalli 29’ De Paoli 36’ | Marcatori |  |

| Arbitro: | Bernardis (Trieste) |

|            |           |  |
| Pagani 57’ | Marcatori |  |

| Arbitro: | Marchese (Napoli) |

|                |           |                         |
| Campagnoli 86’ | Marcatori | 69’ Pagani 81’ De Paoli |

| Arbitro: | Righetti (Torino) |

|            |           |              |
| Pagani 73’ | Marcatori | 7’ Calzolari |

| Brescia 23 dicembre 1962 14ª giornata | Brescia          | 0 – 0 | Catanzaro | Stadio Mario Rigamonti\| Arbitro: \| Cirone (Palermo) \| |
| Arbitro:                              | Cirone (Palermo) |       |           |                                                          |

| Arbitro: | Varazzani (Parma) |

|                    |           |                    |
| Grabesu 72’ (rig.) | Marcatori | 50’ (rig.) Favalli |

| Arbitro: | Barolo (Noale) |

|            |           |                         |
| Pagani 76’ | Marcatori | 54’ Marmiroli 69’ Lenzi |

| Udine 13 gennaio 1963 17ª giornata | Udinese          | 0 – 0 | Brescia | Stadio Moretti\| Arbitro: \| Cirone (Palermo) \| |
| Arbitro:                           | Cirone (Palermo) |       |         |                                                  |

| Arbitro: | Monti (Ancona) |

|             |           |  |
| Favalli 37’ | Marcatori |  |

| Padova 27 gennaio 1963 19ª giornata | Padova              | 0 – 0 | Brescia | Stadio Silvio Appiani\| Arbitro: \| Bernardis (Trieste) \| |
| Arbitro:                            | Bernardis (Trieste) |       |         |                                                            |

#### Girone di ritorno
| Lucca 3 febbraio 1963 20ª giornata | Lucchese         | 0 – 0 | Brescia | Stadio Porta Elisa\| Arbitro: \| Politano (Cuneo) \| |
| Arbitro:                           | Politano (Cuneo) |       |         |                                                      |

| Arbitro: | Babini (Ravenna) |

|              |           |             |
| De Paoli 21’ | Marcatori | 15’ Vanzini |

| Arbitro: | Varazzani (Parma) |

|            |           |  |
| Pagani 53’ | Marcatori |  |

| Arbitro: | De Robbio (Torre Annunziata) |

|                           |           |  |
| Ciccolo 47’ Basiliani 81’ | Marcatori |  |

| Arbitro: | Rigato (Mestre) |

|               |           |                |
| Baffi 5’, 51’ | Marcatori | 14’ Cappellaro |

| Alessandria 10 marzo 1963 25ª giornata | Alessandria     | 0 – 0 | Brescia | Stadio Giuseppe Moccagatta\| Arbitro: \| Genel (Trieste) \| |
| Arbitro:                               | Genel (Trieste) |       |         |                                                             |

| Arbitro: | Palazzo (Palermo) |

|              |           |  |
| De Paoli 73’ | Marcatori |  |

| Arbitro: | De Marchi (Pordenone) |

|  |           |               |
|  | Marcatori | 38’ Rizzolini |

| Arbitro: | Francescon (Padova) |

|  |           |                                          |
|  | Marcatori | 38’ (rig.) Moschino 80’ (aut.) Rizzolini |

| Arbitro: | Genel (Trieste) |

|                     |           |  |
| Carminati 8’ (rig.) | Marcatori |  |

| Arbitro: | De Robbio (Torre Annunziata) |

|            |           |             |
| Congiu 32’ | Marcatori | 73’ Recagno |

| Arbitro: | Righi (Milano) |

|                                          |           |                |
| De Paoli 31’, 43’ Pagani 47’ Recagno 71’ | Marcatori | 52’ Traspedini |

| Arbitro: | Angonese (Mestre) |

|                              |           |  |
| Vasini 12’ (aut.) Canuti 20’ | Marcatori |  |

| Catanzaro 12 maggio 1963 33ª giornata | Catanzaro             | 0 – 0 | Brescia | Stadio Militare\| Arbitro: \| De Marchi (Pordenone) \| |
| Arbitro:                              | De Marchi (Pordenone) |       |         |                                                        |

| Arbitro: | Varazzani (Parma) |

|                                                      |           |  |
| De Paoli 33’ Rambone 51’ Favalli 65’ Pagani 84’, 88’ | Marcatori |  |

| Arbitro: | De Robbio (Torre Annunziata) |

|              |           |              |
| Brognoli 26’ | Marcatori | 13’ De Paoli |

| Brescia 2 giugno 1963 36ª giornata | Brescia             | 0 – 0 | Udinese | Stadio Mario Rigamonti\| Arbitro: \| Gambarotta (Genova) \| |
| Arbitro:                           | Gambarotta (Genova) |       |         |                                                             |

| Arbitro: | Marchese (Napoli) |

|  |           |               |
|  | Marcatori | 47’ Rizzolini |

| Arbitro: | Jonni (Macerata) |

|  |           |            |
|  | Marcatori | 78’ Fracon |

### Coppa Italia
| Arbitro: | Jonni (Macerata) |

|                               |           |                                                    |
| Favalli 69’ (rig.) Pagani 83’ | Marcatori | 7’, 10’, 40’ Nicolè 16’ del Sol 74’ (aut.) Favalli |

## Statistiche

### Statistiche di squadra
Fonte:
| Competizione | Punti | In casa | In casa | In casa | In casa | In casa | In casa | In trasferta | In trasferta | In trasferta | In trasferta | In trasferta | In trasferta | Totale | Totale | Totale | Totale | Totale | Totale | DR  |
| Competizione | Punti | G       | V       | N       | P       | Gf      | Gs      | G            | V            | N            | P            | Gf           | Gs           | G      | V      | N      | P      | Gf     | Gs     | DR  |
| ------------ | ----- | ------- | ------- | ------- | ------- | ------- | ------- | ------------ | ------------ | ------------ | ------------ | ------------ | ------------ | ------ | ------ | ------ | ------ | ------ | ------ | --- |
| Serie B      | 45    | 19      | 11      | 5       | 3       | 29      | 13      | 19           | 4            | 10           | 5            | 11           | 14           | 38     | 15     | 15     | 8      | 40     | 27     | +13 |
| Coppa Italia |       | 1       | 0       | 0       | 1       | 2       | 5       | -            | -            | -            | -            | -            | -            | 1      | 0      | 0      | 1      | 2      | 5      | -3  |
| Totale       |       | 20      | 11      | 5       | 4       | 31      | 18      | 19           | 4            | 10           | 5            | 11           | 14           | 39     | 15     | 15     | 9      | 42     | 32     | +10 |

### Statistiche dei giocatori
| Giocatore        | Serie B  | Serie B | Coppa Italia | Coppa Italia | Totale   | Totale |
| Giocatore        | Presenze | Reti    | Presenze     | Reti         | Presenze | Reti   |
| ---------------- | -------- | ------- | ------------ | ------------ | -------- | ------ |
| G. Azzini        | 6        | 0       | -            | -            | 6        | 0      |
| C. Baffi         | 5        | 2       | 1            | 0            | 6        | 2      |
| O. Bianchi       | 2        | 0       | -            | -            | 2        | 0      |
| L. Brotto        | 22       | -17     | 1            | -5           | 23       | -22    |
| V. De Paoli      | 30       | 11      | 1            | 0            | 31       | 11     |
| G. Dellagiovanna | 22       | 1       | -            | -            | 22       | 1      |
| R. Di Bari       | 10       | 0       | 1            | 0            | 11       | 0      |
| A. Favalli       | 35       | 4       | 1            | 1            | 36       | 5      |
| F. Favini        | 27       | 0       | 1            | 0            | 28       | 0      |
| A. Fumagalli     | 37       | 0       | -            | -            | 37       | 0      |
| S. Lojodice      | 3        | 0       | -            | -            | 3        | 0      |
| F. Mangili       | 31       | 0       | 1            | 0            | 32       | 0      |
| R. Mola          | -        | -       | 1            | 0            | 1        | 0      |
| G. Moschioni     | 16       | -10     | -            | -            | 16       | -10    |
| A. Pagani        | 33       | 12      | 1            | 1            | 34       | 13     |
| G. Rambone       | 30       | 2       | -            | -            | 30       | 2      |
| G. Recagno       | 29       | 3       | 1            | 0            | 30       | 3      |
| E. Rizzolini     | 19       | 2       | -            | -            | 19       | 2      |
| F. Turra         | 24       | 2       | 1            | 0            | 25       | 2      |
| G. Vasini        | 37       | 0       | 1            | 0            | 38       | 0      |